# El Paso Times
L'El Paso Times è un quotidiano statunitense diffuso nella città di El Paso, in Texas.
Fu fondato nel 1881 da Marcellus Washington Carrico. Iniziò come un settimanale, ma l'anno successivo divenne un quotidiano.